# Struck
Ne doit pas être confondu avec Struck by Lightning ou Struck by Lightning (album).
Pour plus de détails, voir Fiche technique et Distribution.
Struck (Struck : Un destin foudroyant[réf. souhaitée]) (Struck by Lightning) est un film américain de Brian Dannelly sorti en 2013.

## Synopsis
Carson Philips, 17 ans, un adolescent beau, intelligent et particulièrement ambitieux, mais très arrogant, sarcastique et peu aimé, est retrouvé mort dans le parking de son lycée. Sa vie est racontée sous forme de retour en arrière et raconte alors comment il a fait chanter ses camarades du club d'écriture du lycée pour qu'ils écrivent pour son magazine littéraire afin qu'il puisse être accepté à l'université de ses rêves, Northwestern !

## Fiche technique
- Titre original : Struck by Lightning
- Titre français : Struck : Un destin foudroyant (titre complet)
- Réalisation : Brian Dannelly
- Scénario : Chris Colfer
- Direction artistique : Linda Burton
- Décors : Melisa Jusufi
- Costumes : Wendy Chuck
- Photographie : Bobby Bukowski
- Montage : Tia Nolan
- Musique : Jake Monaco
- Production : Roberto Aguire, Mia Chang, David Permut
- Société de production : Permut Presentations, Camellia Entertainment, Evil Media Empire, Inphenate
- Format : couleur - SxS Pro - 1,85:1
- Durée : 90 minutes
- Dates de sortie : 
  -  États-Unis : 11 janvier 2013
  -  France : 19 juin 2013

## Distribution
- Rebel Wilson : Malerie Baggs
- Chris Colfer : Carson Phillips
- Allison Janney : Sheryl Phillips
- Christina Hendricks : April
- Scott Bailey : l'officier Murray
- Sarah Hyland : Claire Mathews
- Dermot Mulroney : Neal Phillips
- Robbie Amell : Justin Walker